# Irm Hermann
Irm Hermann, właśc. Irmgard Hermann (ur. 4 października 1942 w Monachium, zm. 26 maja 2020 w Berlinie) – niemiecka aktorka teatralna, filmowa i telewizyjna, również reżyserka i producentka.

## Życiorys
Najbardziej znana jest ze swojej aktorskiej współpracy z Rainerem Wernerem Fassbinderem, z którym w czasie swojego pobytu w Monachium nakręciła kilkanaście filmów. Była, obok m.in. Hanny Schygulli, stałą członkinią grupy aktorskiej Fassbindera, brała udział w tworzeniu tzw. Antyteatru (Antiteater). Fassbindera poznała w 1965, pracując jako sekretarka w firmie ADAC (wynajem samochodów). W jego filmach grywała często role kobiet drobnomieszczańskich, sfrustrowanych, neurotycznych. Do jej najbardziej pamiętnych występów należy zaliczyć role Irmgard Epp w Handlarzu czterech pór roku, za którą otrzymała Niemiecką Nagrodę Filmową, oraz Marlene w Gorzkich łzach Petry von Kant, gdzie nie wypowiada ani jednego słowa.
Z wykształcenia jest ekonomistką. W wywiadach wielokrotnie przyznawała, że to Fassbinder zrobił z niej aktorkę, „oszlifował”, był jej mistrzem i że to od niego nauczyła się aktorstwa. Po siedmiu latach współpracy zdecydowała się jednak odejść z grupy reżysera, jak sama przyznawała, zmęczona morderczym trybem pracy, tyranią panującą na planie, podobieństwem otrzymywanych ról, tęskniąca za „normalnym” życiem. W 1975 wyjechała z Monachium i osiedliła się w Berlinie. Tam wyszła za mąż za autora sztuk dla dzieci Dietmara Roberga, z którym ma dwóch synów. Występowała m.in. na deskach berlińskiej Freie Volksbühne. Na swoim koncie ma około 100 ról filmowych.

## Filmografia (w filmach Fassbindera)
- 1966: Miejski włóczęga (Der Stadtstreicher)
- 1969: Miłość jest zimniejsza niż śmierć (Liebe ist kälter als der Tod), również jako producentka
- 1969: Dzieciorób (Katzelmacher)
- 1970: Bogowie zarazy (Götter der Pest)
- 1970: Amerykański żołnierz (Der Amerikanische Soldat)
- 1970: Dlaczego pan R. oszalał? (Warum läuft Herr R. Amok?)
- 1971: Pionierzy z Ingolstadt (Pioniere in Ingolstadt) (TV)
- 1972: Osiem godzin nie czyni dnia (Acht Stunden sind kein Tag) (TV)
- 1972: Gorzkie łzy Petry von Kant (Die bitteren Tränen der Petra von Kant)
- 1972: Handlarz czterech pór roku (Der Händler der vier Jahreszeiten)
- 1973: Wildwechsel (TV), również jako asystentka reżysera
- 1974: Opowieść o Effi Briest (Effi Briest)
- 1974: Strach zżerać duszę (Angst essen Seele auf)
- 1974: Nora Helmer (TV)
- 1975: Prawo silniejszego (Faustrecht der Freiheit) (1975), również jako asystentka reżysera
- 1975: (Angst vor der Angst)
- 1975: Matka Küsters idzie do nieba (Mutter Küsters Fährt zum Himmel)
- 1977: Kobiety w Nowym Jorku (Frauen in New York)
- 1980: Berlin Alexanderplatz
- 1981: Lili Marleen

## Wybrana filmografia po 1975 (bez udziału Fassbindera)
- 1976: (Sternsteinhof), reż. Hans W. Geißendörfer
- 1978: Woyzeck, reż. Werner Herzog
- 1980: Stacja końcowa: Wolność (Endstation Freiheit), reż. Reinhard Hauff
- 1982: (Fünf letzte Tage), reż. Percy Adlon
- 1982: (Die weiße Rose), reż. Michael Verhoeven
- 1983: (Ediths Tagebuch), reż. Hans W. Geißendörfer
- 1983: (Die Schaukel), reż. Percy Adlon
- 1990: Letztes aus der Da Da eR
- 2000: Paradiso – siedem dni z siedmioma kobietami (Paradiso – Sieben Tage mit sieben Frauen), reż. Rudolf Thome
- 2002: Dziesięć minut później – Wiolonczela (Ten Minutes Older: The Cello), nowela: Oświecenie (The Enlightenment), reż. Volker Schlöndorff
- 2005: Człowiek z ambasady (Mann von der Botschaft), reż. Dito Tsintsadze
- 2008: Kobieta w Berlinie (Anonyma – Eine Frau in Berlin), reż. Max Färberböck

## Nagrody
- 1972: Niemiecka Nagroda Filmowa (Złoto) dla najlepszej aktorki za rolę w „Handlarzu czterech pór roku”
- 1983: Niemiecka Nagroda Filmowa (Złoto) dla najlepszej aktorki za rolę w „Die weiße Rose”
- 2000: MFF Berlin (Srebrny Niedźwiedź) za rolę w „Paradiso – siedem dni z siedmioma kobietami”